# Julius Richard Büchi
Julius Richard Büchi (* 1924; † 1984) war ein Schweizer Logiker und Mathematiker.
Er wurde 1950 an der ETH Zürich zum Dr. sc. nat. promoviert; seine akademischen Lehrer waren Paul Bernays und Ferdinand Gonseth.
Kurz darauf ging er an die Purdue University (Lafayette, Indiana) im mittleren Westen der USA. Er selbst und sein erster Schüler Lawrence Landweber nahmen erheblichen Einfluss auf die Entwicklung der Theoretischen Informatik.
Nach Büchi benannt ist der Büchi-Automat, ein endlicher Automat zum Erkennen von formalen Sprachen, die unendlich lange Wörter enthalten (Sprachen mit unendlich langen Wörtern heißen auch {\displaystyle \omega }-Sprachen).
Büchi war mit Saunders Mac Lane, ebenfalls Schüler von Paul Bernays, befreundet und hat mit ihm zahlreiche Arbeiten publiziert.

## Veröffentlichungen
- Finite Automata, Their Algebras and Grammars -- Towards a Theory of Formal Expressions. Published posthumously, Springer, New York 1989.
- Collected Works of J. Richard Büchi. Hrsg. von Saunders MacLane und Dirk Siefkes. Springer, New York 1990.